# Margu
Margu är ett australiskt språk som talades av endast 1 person år 2000. Margu talas i Norra territoriet i Australien. Margu tillhör de yiwaidjanska språken. Det är möjligt att språket numera är utdött.